# カラスバト
カラスバト（烏鳩、Columba janthina）は、ハト目ハト科カワラバト属に分類される鳥類。

## 分布
- C. j. janthina カラスバト

中華人民共和国（山東省）、大韓民国、日本（本州中部以南、四国、九州、伊豆諸島、隠岐、沖縄諸島、五島列島、薩南諸島）
- C. j. nitens アカガシラカラスバト

日本（小笠原諸島、火山列島）固有亜種
- C. j. stejnegeri ヨナクニカラスバト

日本（先島諸島）固有亜種

## 形態
全長40 cm。頭部は小型。尾羽はやや長い。全身は光沢のある黒い羽毛で被われる。
上嘴を覆う肉質（蝋膜）は小型。嘴の先端は淡黄色。後肢の色彩は赤い。
- C. j. janthina カラスバト

頭部は黒い羽毛で被われる。嘴の色彩は淡青色や暗青色。
- C. j. nitens アカガシラカラスバト

頭部は赤紫色の羽毛で被われる。嘴の色彩は黒い。

## 分類
- Columba janthina janthina Temminck, 1830 カラスバト
- Columba janthina nitens アカガシラカラスバト
- Columba janthina stejnegeri ヨナクニカラスバト

## 生態
海岸や島嶼にある常緑広葉樹林に生息する。ゆっくりとした飛翔と滑空を繰り返しながら飛翔する。
食性は植物食傾向の強い雑食で、果実（クロガネモチ、ツバキなど）、花、ミミズなどを食べる。地表でも樹上でも採食を行う。
繁殖形態は卵生。樹上や岩の上、樹洞などに木の枝を組み合わせた巣を作り、2月 - 9月に1回に1個の卵を産む。

## 人間との関係
カワラバトやキジバトなどは最も人間に慣れている鳥の一種で、アオバトも警戒心が弱い部類であるが、カラスバトに関してはハト科において例外的に人間に対する警戒心が非常に強く、伊豆諸島の例では生息する島に5年以上居住していても、一度全身を肉眼で見る機会があれば運が良いレベルで、独特の鳴き声や時折飛翔する際のシルエットが見えたり羽ばたき音が聞こえる程度で、ほとんど人々との接点はない。
開発や人為的に移入されたヤギによる生息地の破壊、人為的に移入されたネコ、ネズミなどによる捕食などにより生息数は減少している。1969年に亜種アカガシラカラスバトが、1971年に種として国の天然記念物、1993年に種の保存法施行に伴い亜種アカガシラカラスバトと亜種ヨナクニカラスバトが国内希少野生動植物種に指定されている。
小笠原諸島の父島、母島では希少生物を食害するノネコを減らす対策が行われ、一時は数十羽に減ったアカガシラカラスバトの生息数が、小笠原諸島全体で最大1000羽程度に回復したと推測されている。
C. j. nitens アカガシラカラスバト
絶滅危惧IA類 (CR)（環境省レッドリスト）
C. j. stejnegeri ヨナクニカラスバト
絶滅危惧IB類 (EN)（環境省レッドリスト）
C. j. janthina カラスバト
準絶滅危惧（NT）（環境省レッドリスト）
青ヶ島では、村の鳥に指定されている。